# Церква Сурб Торос (Нахічевань-на-Дону)
Церква Сурб Торос (Церква Св. Феодора, вірм. Սուրբ Թորոս եկեղեցի) — храм в Нахічевані-на-Дону. Ставився до Вірменської апостольської церкви. Храм втрачений. 

## Історія
Будівництво церкви Сурб Торос в Нахічевані-на-Дону майже збіглося зі будівництвом храму Св. Юрія (Церква Сурб Геворк) в 1783-1786 роки. Церква Сурб Торос була закладена в 1783 році в свято Св. Тороса. Її будівництво передбачалося в південно-східній частині міста. 22 листопада 1786 року, після побудови церкви, вона була освячена.
Церква будувалася у візантійському стилі, невеликого розміру, витягнута по осі схід — захід. В церкві була вівтарна апсида зі світловим барабаном, увінчаним куполом і дзвіницею. У храмі знаходилося десять хачкарів.
З 1863 року при церкві функціонувала церковно-парафіяльна школа. Поруч з церквою знаходився цвинтар. Кладовище також мало назву «Феодоровское». Ім'я церкви перейшло і на назву вулиці Феодорівської. Пізніше вона послідовно перейменовувалася в 2-ю Інженерну, вулицю М. Сарьяна.
Храм був закритий на початку 1930-х років, у ці ж роки частина храму була розібрана. Збереглися стіни підірвали восени 1941 року. З отриманих будматеріалів будували барикади, готуючи перешкоди для наступаючих німецьких військ.
В даний час на місці зруйнованої Феодорівської церкви пустир з металевими приватними гаражними боксами.

## Священнослужителі
Священнослужителями церкви Сурб Торос з 1843 року були:
- Священик Татеос Тер-Татеосьянц;
- Протоієрей Геворк Балабаньянц (Петросьян);
- Священик Мовсес Заріфьян;
- Протоієрей Саркіс Максімаджиян;
- Священик Ананія Тіральян;
- Священик Христофор Танкаян.

## Святині
- В свій час в церкві знаходився чотиригранний хресний камінь в ім'я св. Феодора (Ай Тодор — Сурб Торос), привезений з м. Феодосії (Крим).
- У церкві зберігалися рукописні релігійні книги на пергаменті.
- У церкві зберігалися мощі Св. Феодора в срібній скриньці.